# Dendrobium sanguinolentum
Dendrobium sanguinolentum là một loài thực vật có hoa trong họ Orchidaceae.